# Zhang Nan (gymnastique)
Dans ce nom chinois, le nom de famille, Zhang, précède le nom personnel.
Pour les articles homonymes, voir Zhang Nan.
Zhang Nan (née le 30 avril 1986 à Pékin) est une gymnaste artistique chinoise.

## Biographie
Aux Championnats du monde de gymnastique artistique 2003 ainsi qu'aux Jeux olympiques d'été de 2004, elle remporte la médaille de bronze du concours général individuel.
Lors des Championnats du monde de gymnastique artistique 2006, elle est médaillée d'or du concours général par équipes, en compagnie de Zhou Zhuoru, Cheng Fei, Pang Panpan, He Ning et Li Ya.
Elle a également remporté 6 titres aux Jeux asiatiques : 4 à Busan en 2002 et 2 à Doha en 2006.